# ناديلو
ناديلو هي قرية في مقاطعة أذر شهر، إيران. عدد سكان هذه القرية هو 3,116 في سنة 2006.